# Station Shawford
Shawford is een spoorwegstation van National Rail in Shawford, Winchester in Engeland. Het station is eigendom van Network Rail en wordt beheerd door South Western Railway. Het station is geopend in 1882.